# Brendola
Brendola (deutsch veraltet: Brünndel) ist eine nordostitalienische Gemeinde (comune) in der Provinz Vicenza in Venetien. Die Gemeinde liegt etwa 12 Kilometer südwestlich von Vicenza in den Colli Berici.

## Geschichte
Durch das Gemeindegebiet verläuft die historische Via Postumia. Um 1000 überträgt Otto III. die Burg auf dem Bischofsfelsen an die Bischöfe von Vicenza. 1404 kommt die Gemeinde an die Republik Venedig.

## Persönlichkeiten
- Maria Bertilla Boscardin (1888–1922), Krankenschwester und Heilige
- Angelo Zadra (* 1949), Autorennfahrer

## Verkehr
Durch das Gemeindegebiet führt die Autostrada A4 von Turin nach Triest.